# Екс-Нујет
Екс-Нујет (фр. Aix-Noulette) насеље је и општина у североисточној Француској у региону Север-Па д Кале, у департману Па де Кале која припада префектури Ланс.
По подацима из 2011. године у општини је живело 3841 становника, а густина насељености је износила 367,91 становника/km². Општина се простире на површини од 10,44 km². Налази се на средњој надморској висини од 75 метара (максималној 172 m, а минималној 57 m).

## Демографија
| 1962. | 1968. | 1975. | 1982. | 1990. | 1999. | 2011. |
| ----- | ----- | ----- | ----- | ----- | ----- | ----- |
| 2.637 | 2.660 | 3.358 | 3.093 | 3.661 | 3.836 | 3.841 |

График промене броја становника у току последњих година